# Theodor Stolojan
Pour les articles homonymes, voir Stolojan.
Theodor Dumitru Stolojan (né le 24 octobre 1943 à Târgoviște) est un économiste et homme d'État roumain, membre du Parti national libéral (PNL). Il est Premier ministre de 1991 à 1992.

## Carrière politique
Il est le Premier ministre de Ion Iliescu de septembre 1991 à novembre 1992, succédant à Petre Roman. Candidat à l'élection présidentielle de 2000, il remporte 11,8 % des suffrages exprimés au premier tour. À la suite de la victoire du Parti démocrate libéral aux élections législatives du 30 novembre 2008, il est à nouveau proposé à ce poste le 10 décembre 2008 par le président Traian Băsescu, mais il échoue à former un gouvernement, cédant la place à Emil Boc.
Il est élu député européen lors des élections européennes de 2007 consécutives à l'adhésion de son pays à l'Union européenne. Il est réélu lors des élections européennes de 2009 et de 2014.
Au parlement européen, il siège au sein du groupe du Parti populaire européen.
Vice-président
- Commission des affaires économiques et monétaires (16 juillet 2009 - ) vice-président de 2009 à 2014
- Délégation pour les relations avec la Suisse et la Norvège, à la commission parlementaire mixte UE-Islande et à la commission parlementaire mixte de l'Espace économique européen (EEE) (26 octobre 2011 - 20 juin 2014)
- Délégation à la commission de coopération parlementaire UE-Moldavie (16 janvier 2008 - 20 juin 2014)
- Commission spéciale sur la crise financière, économique et sociale (8 octobre 2009 - 31 juillet 2011)
- Délégation à la commission parlementaire mixte UE-Turquie (16 septembre 2009 - 25 octobre 2011)
- Commission des budgets (14 janvier 2008 - 13 juillet 2009)
- Délégation à la commission parlementaire mixte UE-Ancienne République yougoslave de Macédoine (14 janvier 2008 - 15 janvier 2008)